# 比西 (弗里堡州)
比西（法語：Bussy，法語發音：[bysi]）是瑞士弗里堡州的一个旧市镇。该市镇总面积为3.6平方千米，海拔高度468米，截至2016年12月31日总人口为496人。